# 白花梨果寄生
白花梨果寄生（学名：Scurrula pulverulenta）为桑寄生科梨果寄生属下的一个种。